# Ciemna mgławica

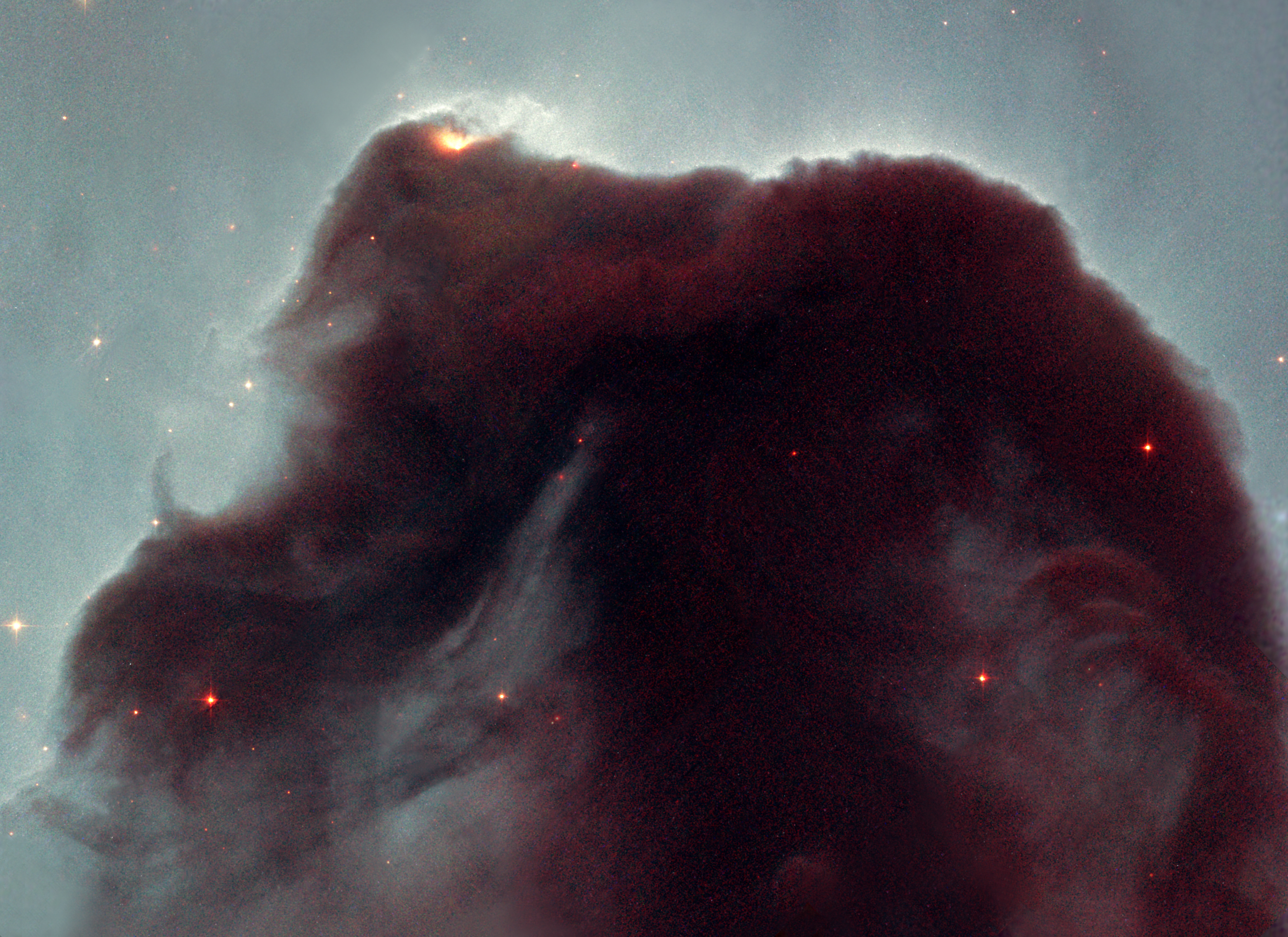
Ciemna mgławica Koński Łeb.

Ciemne mgławice (ciemne obłoki molekularne) – rodzaj mgławic, które na niebie wyglądają jak obszary pozbawione gwiazd, gdyż na drodze między gwiazdą a Ziemią znajduje się pochłaniająca światło mgławica ciemna. 
Mgławice ciemne są wielkimi chmurami gazu i pyłu o niskiej temperaturze. Zawierają większość masy środowiska międzygwiezdnego. Niektóre mają rozmiar około 150 lat świetlnych, gęstość od 100 do 300 molekuł w cm3, a temperaturę między 7 a 15 K. Mgławica zawiera gaz i pył oraz gwiazdy. Chmura posiada również swoje wewnętrzne pole magnetyczne. W mgławicach tych następują procesy formowania się gwiazd w początkowym stadium. Nie istnieje w nich wiele gwiazd o dużej jasności, gdyż promieniowanie wysyłane przez gwiazdy rozgrzałoby oraz rozproszyłoby pył i gaz. Jasne gwiazdy znajdujące się blisko powierzchni ciemnej mgławicy rozświetliłyby pył i gaz.
Dane o strukturze ciemnych mgławic uzyskuje się poprzez obserwację ich w zakresie mikrofal i promieniowania radiowego, które przenikają przez pył i chłodny gaz. 370 ciemnych mgławic zostało skatalogowanych w katalogu Barnarda.